# Quizz dich auf 1
Quizz dich auf 1 (so die Eigenschreibweise) war eine kurzlebige, regionale Quizshow vom WDR. Moderator war Guido Cantz. Es wurde nur eine Staffel mit sechs Folgen produziert.

## Hintergrund
Quizz dich auf 1 war eine Adaption der belgischen Quizshow Switch und wurde wie diese in Belgien produziert. Die Ausstrahlung der sechs Folgen war ursprünglich freitags ab dem 13. März 2020 geplant, musste jedoch aufgrund der COVID-19-Pandemie in Deutschland wiederholt verschoben werden; nur am 27. März 2020 wurde eine einzelne Folge gesendet. Schließlich wurden alle sechs Folgen ab dem 27. Juli 2020 montags ausgestrahlt.

## Spielablauf
Die Spielregeln weisen gewisse Ähnlichkeit mit dem Kinderspiel Bankrutschen auf. Zu Beginn einer Sendung stehen fünf Kandidaten in einer Reihe, ihre Positionen sind von 1 bis 5 durchnummeriert. Guido Cantz liest Fragen vor, die alle einen regionalen Bezug zu Nordrhein-Westfalen haben. Wer die Frage zuerst beantworten kann, muss auf einen Buzzer hauen. Ist die abgegebene Antwort richtig, darf der Kandidat mit seinem, von Publikum aus gesehen, linken Nachbarn die Plätze tauschen, ist die Antwort falsch, muss er nach rechts rücken.
Am Ende jeder Runde scheidet der am weitesten rechts stehende Kandidat aus. Wer nach der vierten Runde auf Position 1 (ganz links) steht und somit als einziger übrig bleibt, gewinnt die (unveränderliche) Gewinnsumme von 3000 Euro.